# K-331 Magadan
El K-331 Magadan es un submarino de la clase Akula de la Armada rusa.

## Diseño
El Proyecto 971 tiene un diseño de doble casco. El cuerpo robusto está fabricado en acero aleado de alta calidad con σт = 1 GPa (10.000 kgf/cm²). Para simplificar la instalación del equipo, el barco se diseñó utilizando bloques zonales, lo que hizo posible transferir una cantidad significativa de trabajo desde las condiciones de hacinamiento de los compartimentos del submarino directamente al taller. Una vez finalizada la instalación, la unidad zonal se "enrolla" en el casco del barco y se conecta a los cables y tuberías principales de los sistemas del barco. Se utiliza un sistema de amortiguación de dos etapas: todos los mecanismos se colocan sobre cimientos amortiguados, además, cada unidad de zona está aislada del cuerpo por amortiguadores neumáticos de cuerda de goma. Además de reducir el nivel general de ruido de los submarinos nucleares, dicho esquema puede reducir el impacto de las explosiones submarinas en el equipo y la tripulación. El barco tiene una unidad de cola vertical desarrollada con una bola aerodinámica, en la que se encuentra la antena remolcada. También en el submarino hay dos propulsores reclinables y timones horizontales de proa retráctiles con flaps. Una característica del proyecto es la conexión acoplada sin problemas de la unidad de cola al casco. Esto se hace para reducir los remolinos hidrodinámicos que generan ruido.
El suministro de energía se lleva a cabo mediante una central nuclear. El barco líder, K-284 Akula, estaba equipado con un reactor nuclear refrigerado por agua a presión OK-650M.01. En pedidos posteriores, la AEU tiene mejoras menores. Algunas fuentes informan que los barcos posteriores están equipados con reactores OK-9VM. La potencia térmica del reactor es de 190 MW, la potencia del eje es de 50.000 litros. con. Dos motores eléctricos auxiliares en las columnas exteriores articuladas tienen una capacidad de 410 hp. con un generador diésel ASDG-1000.

## Construcción
El submarino se colocó el 28 de diciembre de 1989 en el Astillero Amur, Komsomolsk del Amur. Botado el 23 de junio de 1990 y puesto en servicio el 23 de diciembre de 1990.

## Historial operativo

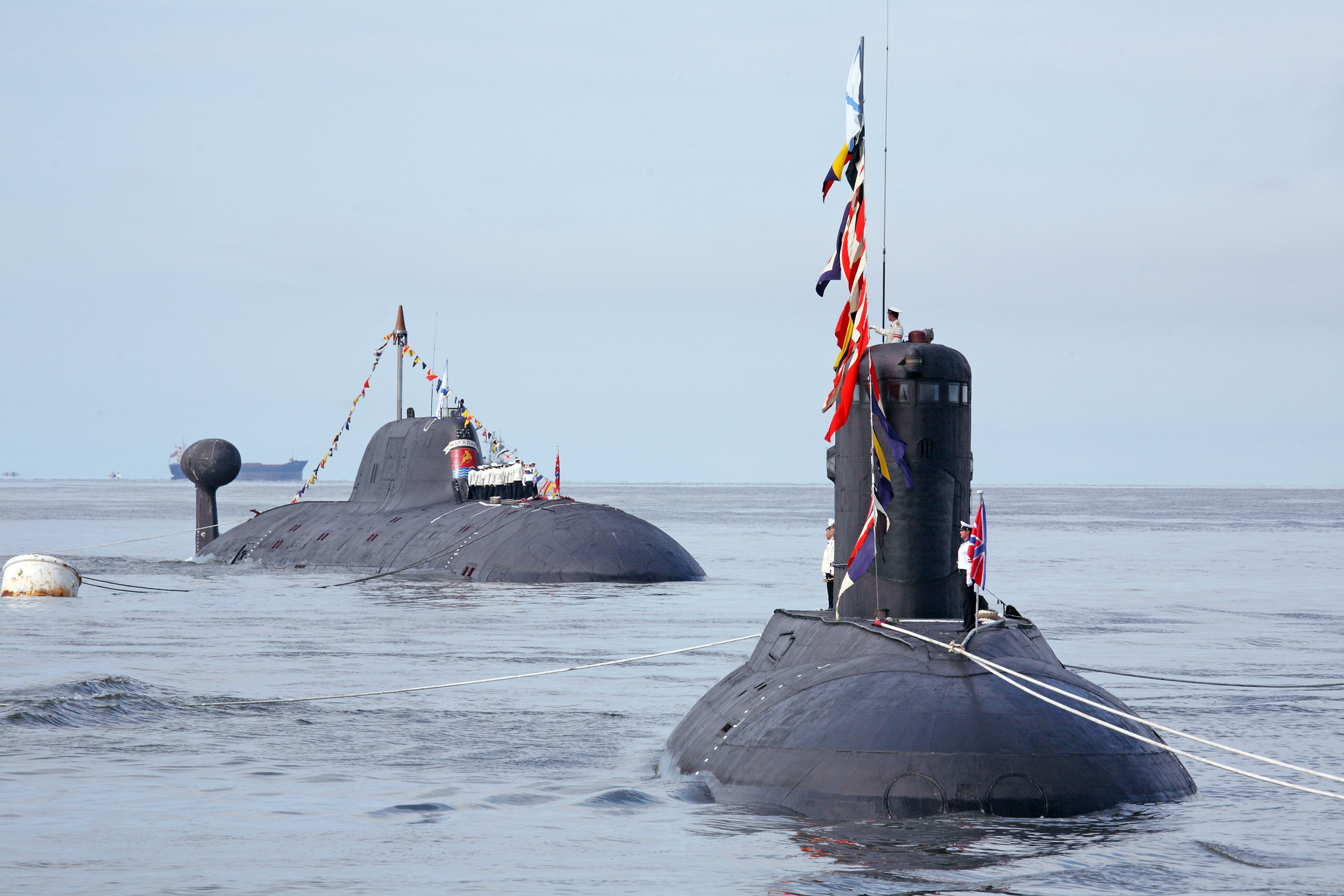
El Magadan y el Mogocha el 26 de julio de 2009.

El 14 de marzo de 1991, fue incluido en la 45.ª División de Submarinos de la Segunda Flotilla de Submarinos de la Flota del Pacífico con base en la bahía de Krasheninnikov.
El 24 de septiembre de 1991 llegó para su despliegue permanente en la bahía de Krasheninnikov.
Del 8 de septiembre al 22 de noviembre de 1992, completó las tareas del primer servicio de combate en el mar de Ojotsk.
En diciembre de 1992, tras los resultados del servicio de combate, ganó el premio del Comité General de la Armada por la búsqueda y seguimiento de un submarino extranjero y fue declarado el mejor de la Armada.
El 13 de abril de 1993, pasó a llamarse Narval.
Del 21 de junio al 21 de agosto de 1993, realizó su segundo servicio militar, frente a las costas de los Estados Unidos en el océano Pacífico.
El 8 de octubre de 1996 ingresó al tercer servicio militar. Se produjo un mal funcionamiento durante el servicio, por lo que el barco regresó a su base en la bahía de Krasheninnikov.
De octubre a noviembre de 1997, prestó servicio de combate con la tripulación del K-295 Samara.
En 1998 fue transferido a la 10.ª División de Submarinos de la 2.ª Flotilla de Submarinos de la Flota del Pacífico con la antigua base.
El 24 de enero de 2001, por orden del comandante de la Flota del Pacífico, pasó a llamarse Magadan.
El 3 de octubre de 2003, representó a la Armada rusa durante una visita a la delegación militar estadounidense.
De 2007 a 2008 se reparó el barco.
En julio de 2009, participó en el Desfile Naval de la Flota del Pacífico en el golfo de Pedro el Grande.
El K-331 Magadan estuvo en Bolshoy Kamen el 27 de junio de 2015.
A partir del 28 de junio de 2015, se encuentra en el territorio de la Fábrica del Lejano Oriente de Zvezda en Bolshoy Kamen, en espera de la próxima renovación.
Al 24 de agosto de 2017, la reparación y modernización del submarino está a punto de finalizar. El 11 de agosto, se supo que se le dará el nombre de Magadan al submarino diésel-eléctrico proyectado del Proyecto 636.3 (clase Kilo) Varshavyanka.
El 10 de octubre de 2019, se tomó una decisión En lugar del Kashalot (K-322), India planea arrendar el K-331 Magadan. La transferencia sería después de la reparación y modernización, y el contrato de arrendamiento de la Armada de la India estaba previsto para el 2022.